# France au Concours Eurovision de la chanson 1962
La France a participé au Concours Eurovision de la chanson 1962 qui a eu lieu le 18 mars à Luxembourg. C'est la septième participation et la troisième victoire de la France au Concours Eurovision de la chanson.
La Radiodiffusion-télévision française (RTF) a sélectionné Isabelle Aubret pour représenter la France avec la chanson Un premier amour.

## Sélection interne
Le radiodiffuseur français de l'époque, la Radiodiffusion-télévision française (RTF), choisit l'artiste et la chanson en interne pour représenter la France au Concours Eurovision de la chanson 1962.
Lors de cette sélection, c'est la chanson Un premier amour, écrite par Rolland Valade, composée par Claude-Henri Vic et interprétée par Isabelle Aubret, qui fut choisie avec Franck Pourcel comme chef d'orchestre.
| Ordre | Artiste         | Chanson          | Langue   |
| ----- | --------------- | ---------------- | -------- |
| 1     | Isabelle Aubret | Un premier amour | Français |

Participaient également à cette sélection nationale, Serge Gainsbourg, Alain Barrière et Jean-Claude Pascal, gagnant de l'édition 1961.

## À l'Eurovision
Isabelle Aubret était la 9e à chanter lors de la soirée du concours, après De Spelbrekers qui représentaient les Pays-Bas et avant Inger Jacobsen qui représentait la Norvège.  À l'issue des votes, la France reçoit 26 points et se classe 1re sur 16 pays,.
La France a accueilli les éditions de 1959 et de 1961 de l'Eurovision et la RTF a refusé d'organiser un troisième concours dans une si courte période, de sorte que la BBC est intervenue pour accueillir le Concours Eurovision de la chanson 1963 à Londres.

### Points attribués par la France
Chaque jury d'un pays attribue 3, 2 et 1 vote à ses 3 chansons préférées.
| 3 points | Yougoslavie |
| 2 points | Norvège     |
| 1 point  | Monaco      |

### Points attribués à la France
| 3 points                                             | 2 points                                 | 1 point                             |
| ---------------------------------------------------- | ---------------------------------------- | ----------------------------------- |
| - Allemagne - Norvège - Suède - Suisse - Yougoslavie | - Autriche - Belgique - Espagne - Italie | - Luxembourg - Monaco - Royaume-Uni |